# Angola közlekedése
Ez a szócikk Angola közlekedését mutatja be.

## Légi közlekedés

### Repülőterek
Összesen: 176 (2012)
Helyezés a világranglistán: 33
Repülőterek burkolt kifutó pályával:
- Összesen: 30
  - over 3,047 m: 6
  - 2,438 to 3,047 m: 8
  - 1,524 to 2,437 m: 12
  - 914 to 1,523 m: 4 (2012)

Repülőterek burkolatlan kifutó pályával:
- Összesen: 146
  - over 3,047 m: 3
  - 2,438 to 3,047 m: 3
  - 1,524 to 2,437 m: 31
  - 914 to 1,523 m: 66
  - under 914 m: 43 (2012)

Helikopter-leszállók:
- 1 (2012)

## Csővezetékek
- gáz 2 km;
- olaj 87 km (2010)

## Szárazföldi közlekedés

### Vasúti közlekedés
Összesen: 2,764 km
Helyezés a világranglistán: 59
- narrow gauge: 2,641 km
- 1.067-m gauge; 123 km
- 0.600-m gauge (2008)

### Közúti közlekedés

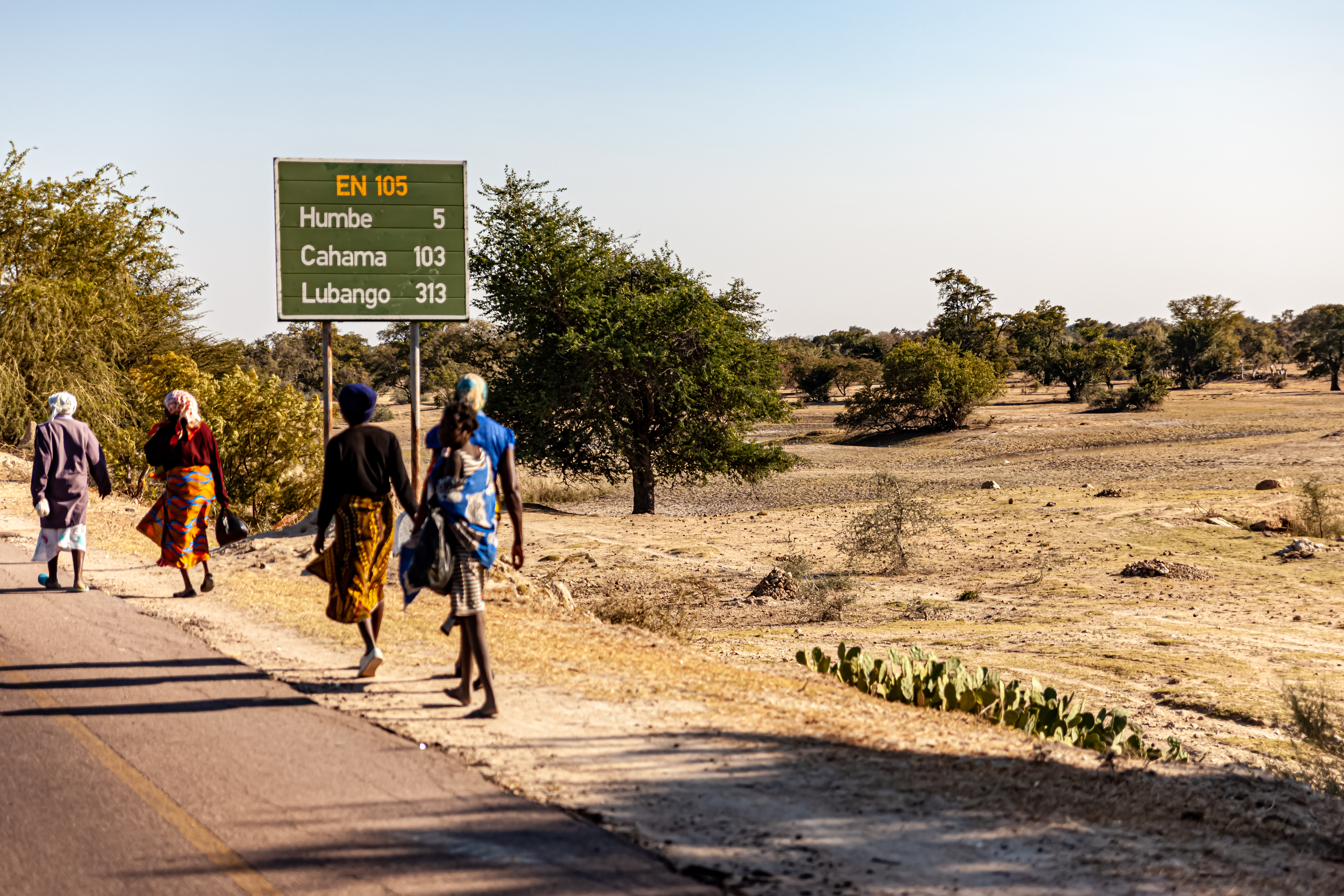
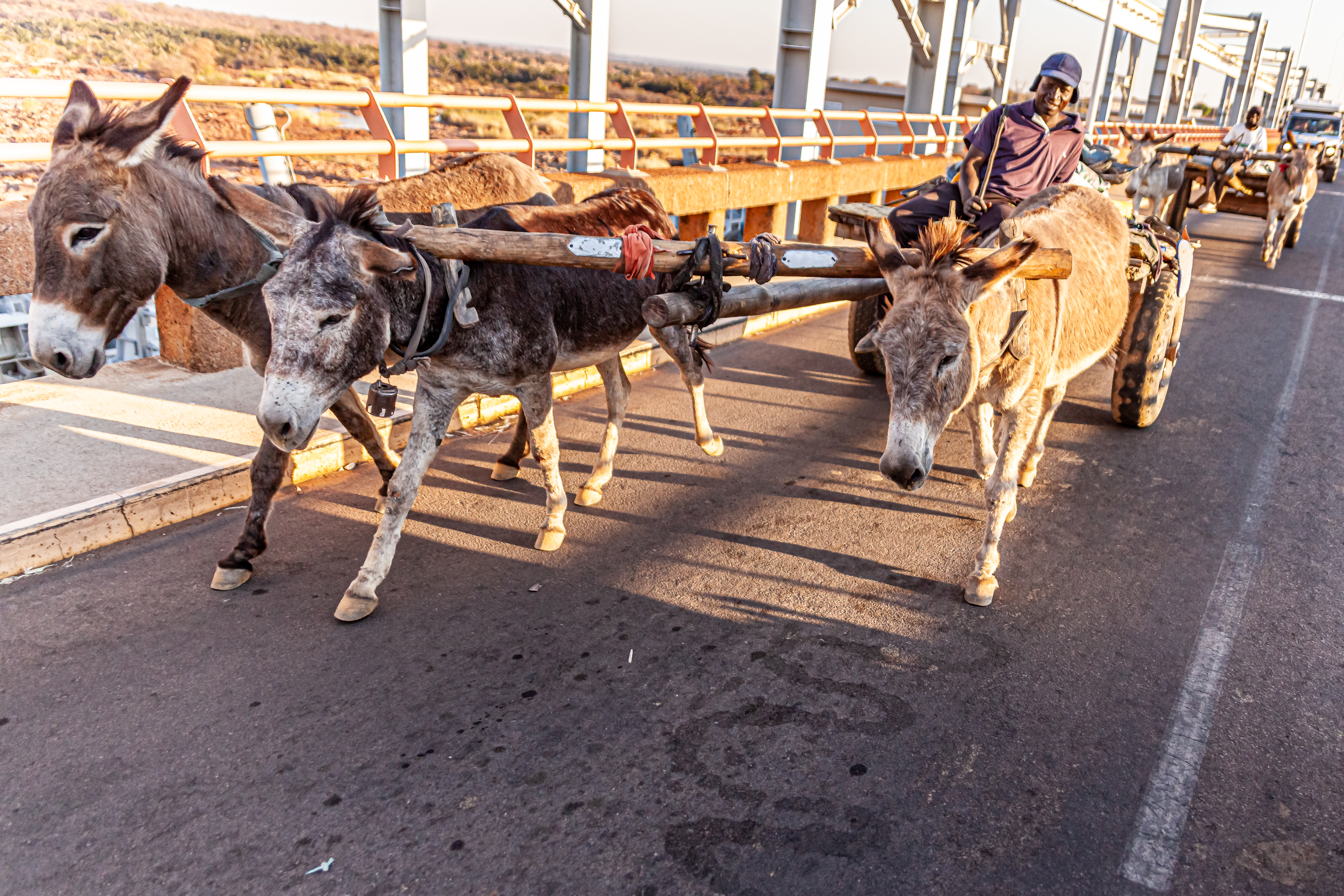
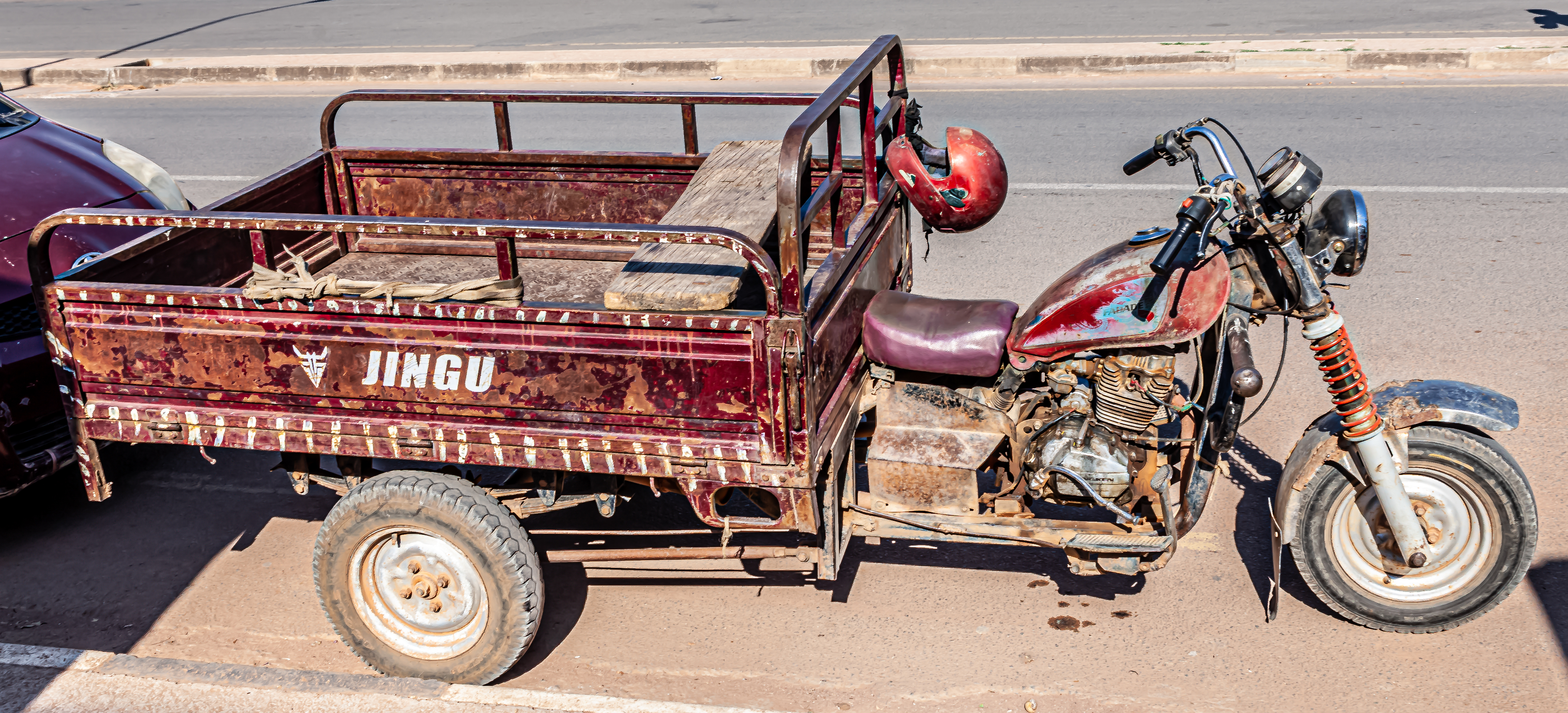
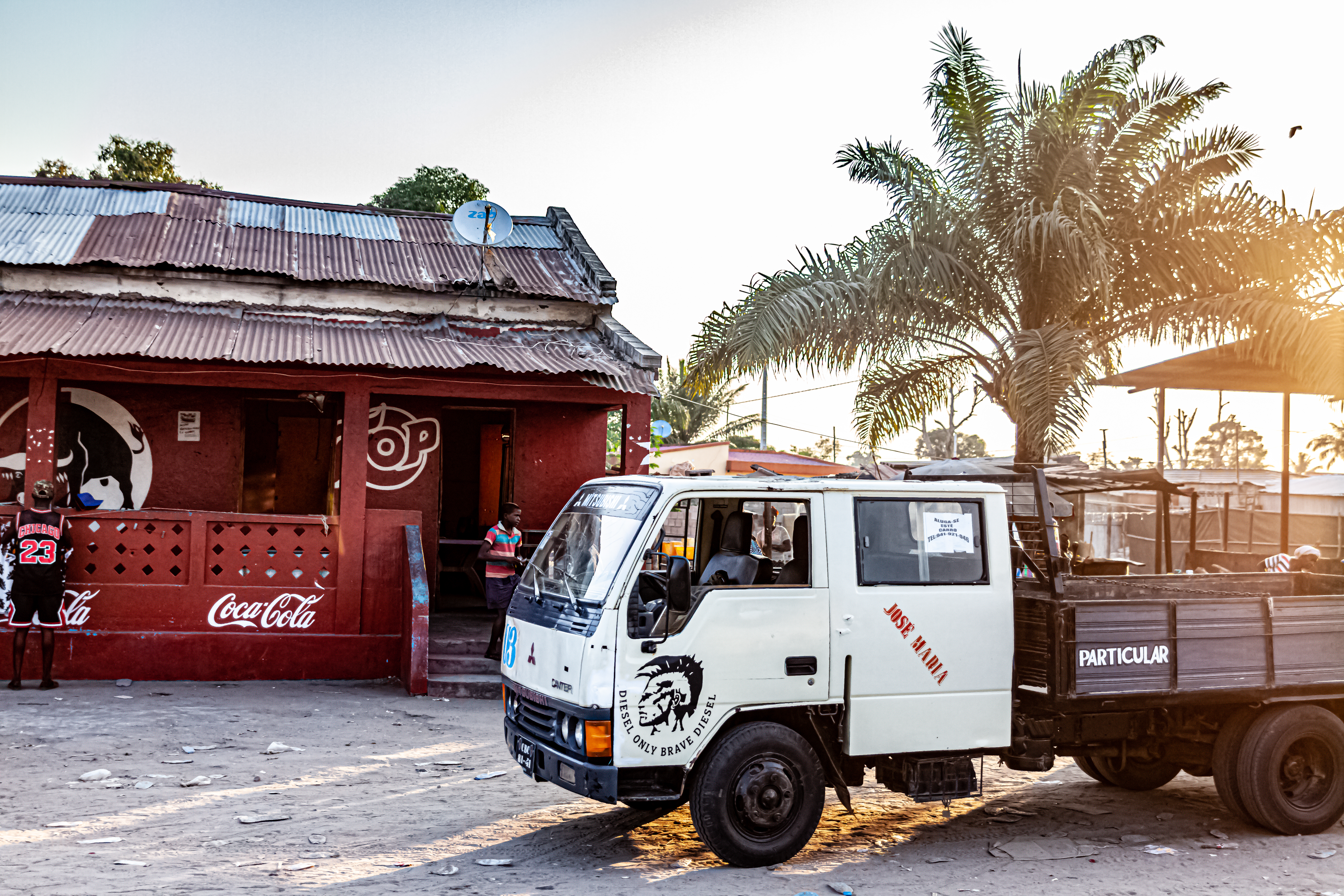
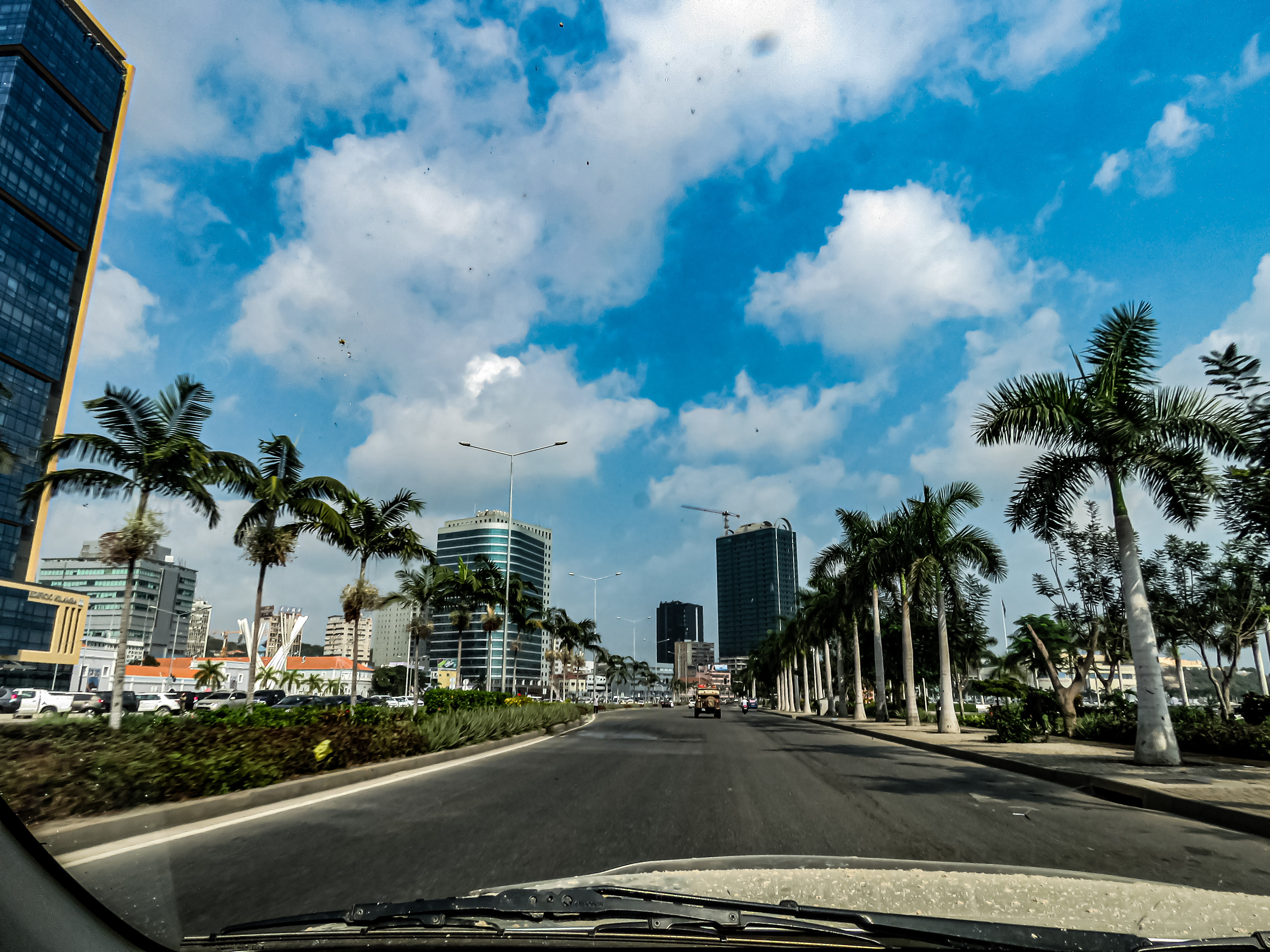

Összesen: 51,429 km
Helyezés a világranglistán: 77
burkolt: 5,349 km
burkolat nélkül: 46,080 km (2001)

## Vízi közlekedés

### Vízi utak
1,300 km (2011)
Helyezés a világranglistán: 56

### Tengeri kereskedelem
- Összesen: 7

Helyezés a világranglistán: 123
típus szerint: cargo 1, chemical tanker 1, passenger/cargo 2, petroleum tanker 2, roll on/roll off 1
foreign-owned: 1 (Spain 1)
registered in other countries: 17 (Bahamas 6, Curacao 2, Cyprus 1, Liberia 1, Malta 7) (2010)

### Kikötők és terminálok
- Cabinda,
- Lobito,
- Luanda,
- Namibe